# Trận chung kết Giải vô địch bóng đá thế giới 1978
Trận chung kết Giải vô địch bóng đá thế giới 1978 là trận đấu bóng đá để xác định nhà vô địch của giải vô địch bóng đá thế giới 1978. Trận chung kết diễn ra giữa đội chủ nhà Argentina và đội Hà Lan, ở sân vận động lớn nhất được sử dụng trong giải ở Argentina, sân Sân vận động Tưởng niệm ở thủ đô của Argentina Buenos Aires. Đội giành chiến thắng là Argentina ở hiệp phụ  với tỉ số 3–1. Mario Kempes, vua phá lưới của mùa giải, là cầu thủ xuất sắc nhất trận đấu. Hà Lan đã để thua trận chung kết thứ hai của họ trong lịch sử, cả hai đều là trước đội chủ nhà, sau khi để thua Tây Đức năm 1974.

## Đường đến trận chung kết
| Đội tuyển | ST | T | H | B | BT | BB | HS | Đ |
| --------- | -- | - | - | - | -- | -- | -- | - |
| Ý         | 3  | 3 | 0 | 0 | 6  | 2  | +4 | 6 |
| Argentina | 3  | 2 | 0 | 1 | 4  | 3  | +1 | 4 |
| Pháp      | 3  | 1 | 0 | 2 | 5  | 5  | 0  | 2 |
| Hungary   | 3  | 0 | 0 | 3 | 3  | 8  | −5 | 0 |

| Đội tuyển | ST | T | H | B | BT | BB | HS | Đ |
| --------- | -- | - | - | - | -- | -- | -- | - |
| Perú      | 3  | 2 | 1 | 0 | 7  | 2  | +5 | 5 |
| Hà Lan    | 3  | 1 | 1 | 1 | 5  | 3  | +2 | 3 |
| Scotland  | 3  | 1 | 1 | 1 | 5  | 6  | −1 | 3 |
| Iran      | 3  | 0 | 1 | 2 | 2  | 8  | −6 | 1 |

| Đội tuyển | ST | T | H | B | BT | BB | HS  | Đ |
| --------- | -- | - | - | - | -- | -- | --- | - |
| Argentina | 3  | 2 | 1 | 0 | 8  | 0  | +8  | 5 |
| Brasil    | 3  | 2 | 1 | 0 | 6  | 1  | +5  | 5 |
| Ba Lan    | 3  | 1 | 0 | 2 | 2  | 5  | −3  | 2 |
| Perú      | 3  | 0 | 0 | 3 | 0  | 10 | −10 | 0 |

| Đội tuyển | ST | T | H | B | BT | BB | HS | Đ |
| --------- | -- | - | - | - | -- | -- | -- | - |
| Hà Lan    | 3  | 2 | 1 | 0 | 9  | 4  | +5 | 5 |
| Ý         | 3  | 1 | 1 | 1 | 2  | 2  | 0  | 3 |
| Tây Đức   | 3  | 0 | 2 | 1 | 4  | 5  | −1 | 2 |
| Áo        | 3  | 1 | 0 | 2 | 4  | 8  | −4 | 2 |

## Trận chung kết

### Chi tiết
| Argentina                       | 3–1 (s.h.p.) | Hà Lan       |
| ------------------------------- | ------------ | ------------ |
| Kempes 38', 105' · Bertoni 115' | Chi tiết     | Nanninga 82' |

| Argentina | Hà Lan |

| GK                 | 5  | Ubaldo Fillol         |     |     |
| RB                 | 15 | Jorge Olguín          |     |     |
| CB                 | 7  | Luis Galván           |     |     |
| CB                 | 19 | Daniel Passarella (c) |     |     |
| LB                 | 20 | Alberto Tarantini     |     |     |
| DM                 | 6  | Américo Gallego       |     |     |
| CM                 | 2  | Osvaldo Ardiles       | 40' | 66' |
| CM                 | 10 | Mario Kempes          |     |     |
| RW                 | 4  | Daniel Bertoni        |     |     |
| LW                 | 16 | Oscar Alberto Ortiz   |     | 75' |
| ST                 | 14 | Leopoldo Luque        |     |     |
| Cầu thủ dự bị:     |    |                       |     |     |
|                    | 1  | Norberto Alonso       |     |     |
|                    | 3  | Héctor Baley          |     |     |
|                    | 8  | Rubén Galván          |     |     |
|                    | 9  | René Houseman         |     | 75' |
|                    | 12 | Omar Larrosa          | 93' | 66' |
| Huấn luyện viên:   |    |                       |     |     |
| César Luis Menotti |    |                       |     |     |

| GK               | 8  | Jan Jongbloed        |     |     |
| CB               | 5  | Ruud Krol (c)        | 15' |     |
| CB               | 6  | Wim Jansen           |     | 75' |
| CB               | 22 | Ernie Brandts        |     |     |
| RM               | 2  | Jan Poortvliet       | 96' |     |
| CM               | 13 | Johan Neeskens       |     |     |
| CM               | 9  | Arie Haan            |     |     |
| LM               | 11 | Willy van de Kerkhof |     |     |
| RW               | 10 | René van de Kerkhof  |     |     |
| ST               | 16 | Johnny Rep           |     | 58' |
| LW               | 12 | Rob Rensenbrink      |     |     |
| Cầu thủ dự bị:   |    |                      |     |     |
|                  | 4  | Adrie van Kraay      |     |     |
|                  | 17 | Wim Rijsbergen       |     |     |
|                  | 18 | Dick Nanninga        |     | 58' |
|                  | 19 | Pim Doesburg         |     |     |
|                  | 20 | Wim Suurbier         | 94' | 75' |
| Huấn luyện viên: |    |                      |     |     |
| Ernst Happel     |    |                      |     |     |

| Trợ lý trọng tài: Ramón Barreto (Uruguay) Erich Linemayr (Áo) | Luật trận đấu: - 90 phút - 30 phút của hiệp phụ nếu tỷ số đều bị hòa - Đá lại vào ngày 27 tháng 6 nếu tỷ số đều bị hòa - Năm cầu thủ dự bị được đặt tên, tối đa 2 cầu thủ được sử dụng |